# ムアヴェネティ・ミッリイェ級駆逐艦
| ムアヴェネティ・ミッリイェ級駆逐艦 | ムアヴェネティ・ミッリイェ級駆逐艦                            |
| ---------------------------------- | ------------------------------------------------------------- |
| 写真はムアヴェネティ・ミッリイェ   |                                                               |
| 艦級概観                           |                                                               |
| 艦種                               | 駆逐艦                                                        |
| 艦名                               |                                                               |
| 前級                               |                                                               |
| 次級                               |                                                               |
| 性能諸元                           |                                                               |
| 排水量                             | 常備：765トン                                                 |
| 全長                               | 74.1m 水線長：70.5m                                           |
| 全幅                               | 7.8～7.9m                                                     |
| 吃水                               | 3.0m                                                          |
| 機関                               | 型式不明石炭専焼缶2基+型式不明直結タービン2基2軸推進          |
| 最大出力                           | 17,770hp                                                      |
| 最大速力                           | 26.0ノット                                                    |
| 航続距離                           | 17ノット/1,000海里                                            |
| 燃料                               | -トン（石炭）                                                 |
| 乗員                               | 90名                                                          |
| 兵装                               | 7.5cm(50口径)単装砲2基 5.7cm単装2基 45cm水上魚雷発射管単装3基 |

ムアヴェネティ・ミッリイェ型駆逐艦（ムアヴェネティ・ミッリイェきゅうくちくかん）はオスマン帝国海軍がドイツより1910年に購入した駆逐艦の艦級である。

## 同型艦
- ムアーヴェネティ・ミッリイェ (Muâvenet-i Millîye)　竣工：1904年3月8日　除籍：1931年3月31日
  - シーヒャウ・エルピング造船所にてドイツ魚雷艇「S165」として1906年起工　1908年進水、1909年7月3日竣工、1910年8月17日にオスマン帝国に売却、1915年5月12-13日に英戦艦「ゴライアス」を撃沈、1916年8月27日戦没。
- ガイレティ・ワターニイェ (Gayret-i Vatâniye)
  - シーヒャウ・エルピング造船所にてドイツ魚雷艇「S168」として1906年起工　1908年進水、1909年9月30日竣工、1910年8月17日にオスマン帝国に売却、1923年除籍、1953年解体処分。
- ヌムーネイ・ハミイェト (Nümûne-i Hamiyet)
  - シーヒャウ・エルピング造船所にてドイツ魚雷艇「S167」として1906年起工　1908年進水、1909年7月3日竣工、1910年8月17日にオスマン帝国に売却、1923年除籍、1953年解体処分。
- ヤーディギャール・ミッレト（Yâdigâr-ı Millet）
  - シーヒャウ・エルピング造船所にてドイツ魚雷艇「S166」として1906年起工　1908年進水、1909年4月24日竣工、1910年8月17日にオスマン帝国に売却、ボスポラス海峡のイスティニイェにて英水上機による航空攻撃を受け撃沈。1922年解体処分。

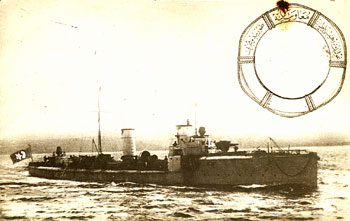
「ムアーヴェネティ・ミッリイェ」
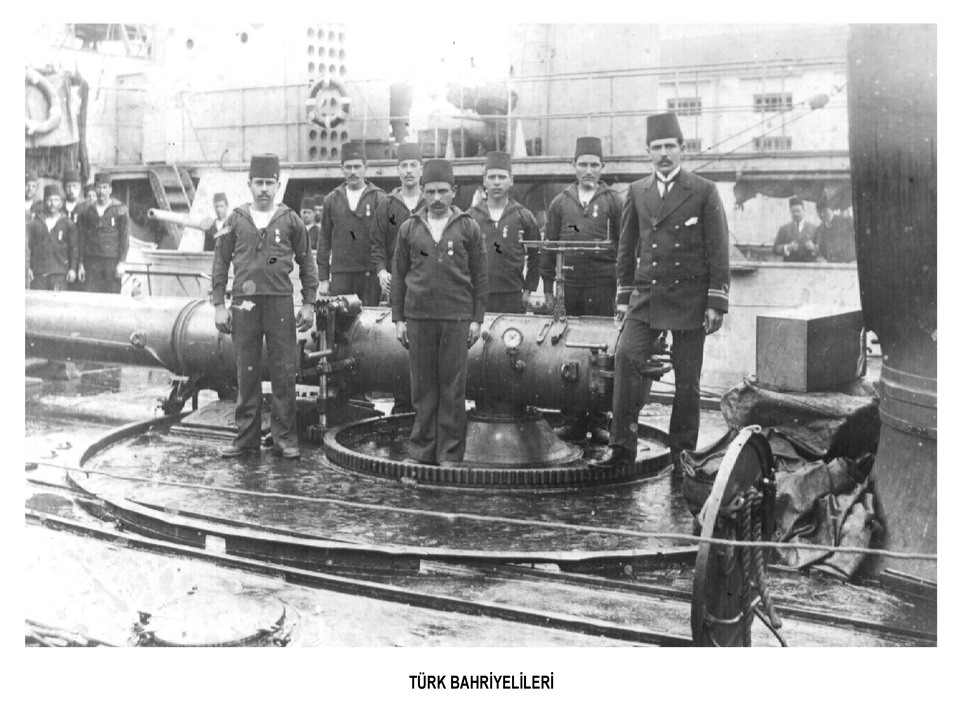
「ムアーヴェネティ・ミッリイェ」の45cm魚雷発射管の周りに並ぶ乗員の写真
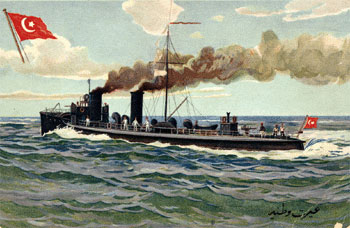
「ガイレティ・ヴァターニイェ」